# Jastrebac (montagne)
Pour les articles homonymes, voir Jastrebac.
Le Jastrebac (en serbe cyrillique : Јастребац) est un massif montagneux de Serbie.

## Géographie

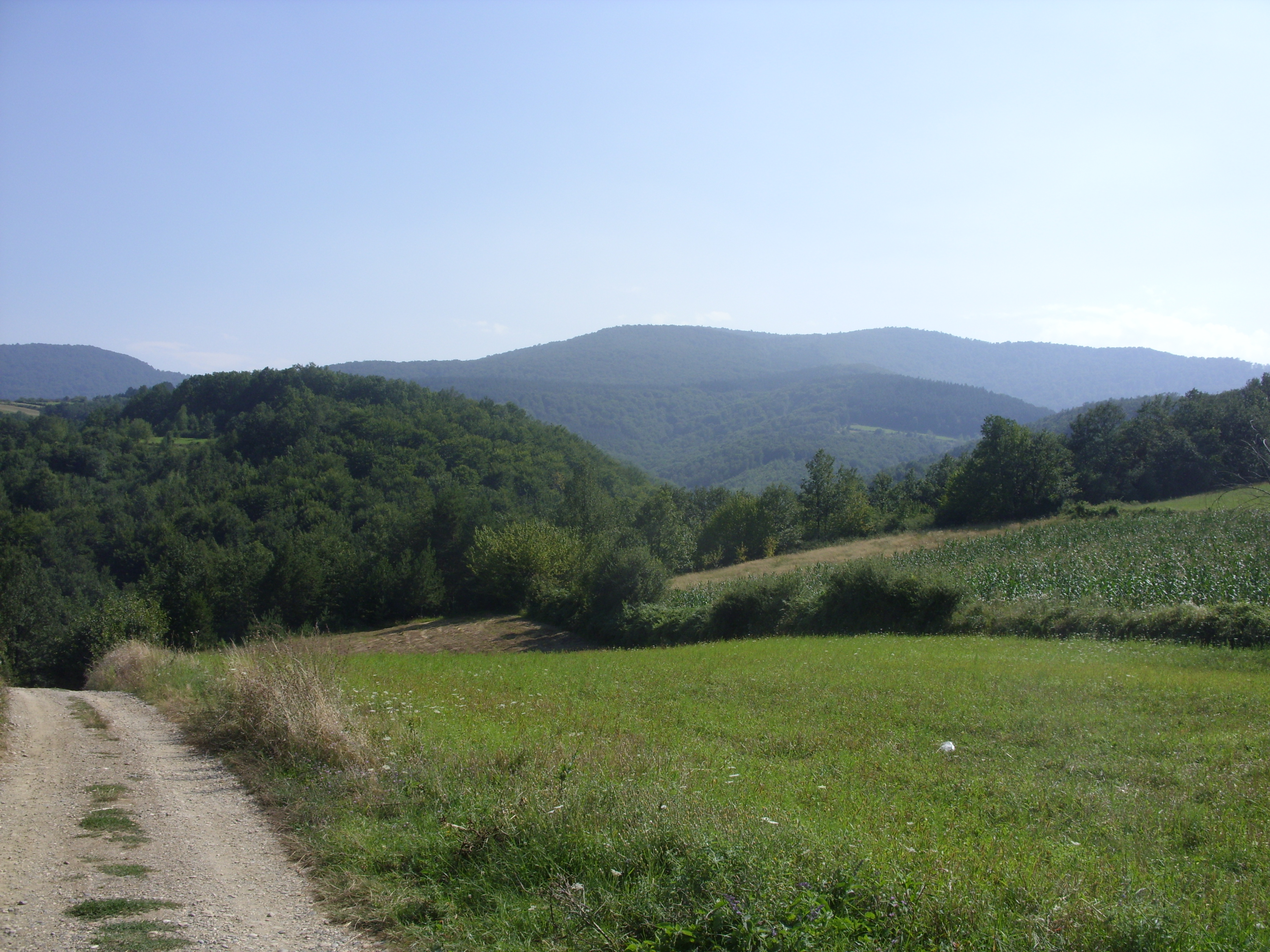
Vue du Veliki Jastrebac.

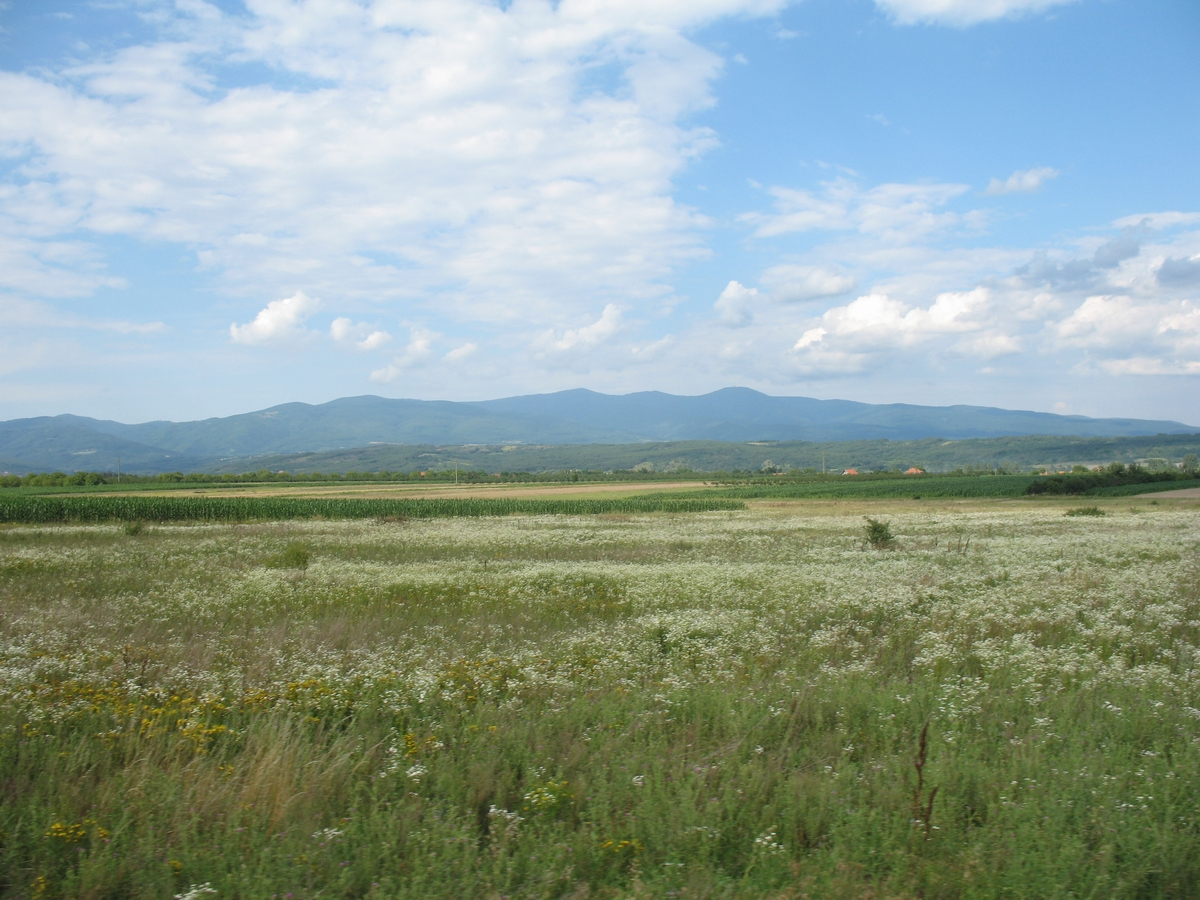
Vue du Jastrebac depuis la plaine de Toplica.

Les monts Jastrebac sont situés dans le triangle formé par la Rasina (du sud-ouest au nord), la Južna Morava (du sud-est au nord) et la Toplica (au sud du triangle et d'ouest en est). Ils sont bordés par les villes de Niš, Aleksinac, Kruševac, Blace et Prokuplje.
Le massif est divisé en deux parties, le Veliki Jastrebac (en cyrillique : Велики Јастребац, le « grand Jastrebac ») et le Mali Jastrebac (en cyrillique : Мали Јастребац, le « petit Jastrebac »). Les sommets les plus élevés du Veliki Jastrebac sont les monts Velika Đulica (1 492 m), Zmajevac (1 313 m) et Bela stena (1 257 m). Le point culminant du Mali Jastrebac est le mont Kupinjak, qui s'élève à 946 m.
Sur les monts Jastrebac se trouve la station thermale de Ribarska Banja.